# ガイ・フォークス・マスク
ガイ・フォークス・マスク (Guy Fawkes mask) は、火薬陰謀事件の加担者として有名なガイ・フォークスの顔を様式化した仮面。この事件は1605年11月5日にロンドンの国会議事堂を爆破してカトリックの国家元首を復活させようとするものだった。この滑稽な仮面は、古くからガイ・フォークス・ナイトの祭典の一部となっている。
「ガイ・フォークスの仮面」自体は少なくとも18世紀まで遡るものだが、現在世界的にポピュラーとなった、微笑と紅い頬を誇張し両端が跳ね上がった口髭と細く垂直に尖ったあごひげを生やした様式は、20世紀末にイラストレーターのデヴィッド・ロイドがデザインしたもので、1982年に漫画『Vフォー・ヴェンデッタ』で、またその2005年の映画化で、プロットの重要アイテムとして使われた。21世紀以降、この仮面はハッカー集団アノニマスの有名なシンボルとなり、プロジェクト・チャノロジー、オキュパイ運動、その他の反政府・反エスタブリッシュ運動において、社会的な抗議運動の象徴として世界中で使われている。

## 起源

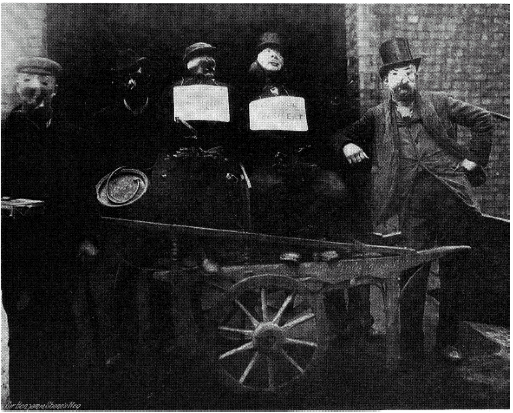
ガイ・フォークスの仮面をつけた蒐集家たち（1903年、ジョン・ベンジャミン・ストーン画）

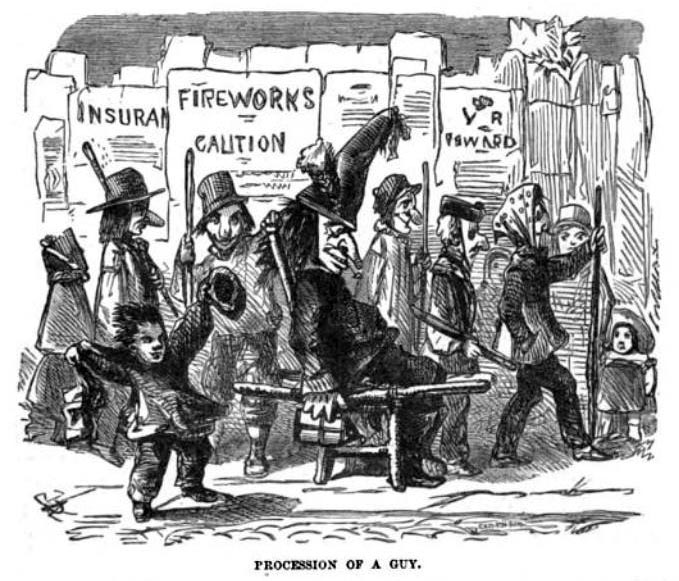
ガイ・フォークス・ナイトで、仮面をつけて行進する人々（1868年）

1605年の火薬陰謀事件は、毎年その日になると不人気の人形を燃やすことで早い時期から偲ばれるようになった。18世紀末になると、子供たちがガイ・フォークスのグロテスクな仮面をつけては金をせびるという記録が現われ、11月5日は次第にガイ・フォークス・ナイトとして知られるようになっていったが、現在はボンファイア・ナイト（大篝火の夜）という名が好まれている。1864年にロバート・チェンバースが発刊した『チェンバース・ブック・オブ・デイズ』（日ごとの行事などを記したカレンダー本）によると、
1847年に医学誌の『ランセット』は「恐怖による死の症例報告」という論文を載せたが、その論文におけるある2歳児の死因は、赤いガイ・フォークス・マスクを着けた少年を見たことによる恐怖とされた。
20世紀のロシアでは、秋になると安価なボール紙製・紙製のガイ・フォークス・マスクが子供向けに大量に売られ、あるいは漫画雑誌の付録につけられた。しかし1980年代になると、ガイ・フォークス・ナイトはハロウィンに取って代わられ、その仮面は流行らなくなった。
1958年の西オーストラリア州議会における刑法修正法案の審議において、ボンファイア・ナイトにガイ・フォークス・マスクを着けることは、（厳密には違法である）夜間の仮面着用に関して、無害で許容可能な例外のひとつとして言及されたことがある。当時の警察大臣だったJ・J・ブレイディは、「かつてガイ・フォークス・ナイトに仮面を着けるのは伝統行事でした。なので今夜誰かがガイ・フォークス・マスクを着けていたら、警察大臣である私は、その人を正しく大目に見るでしょう」と述べた。
漫画シリーズの『Vフォー・ヴェンデッタ』は1982年から始まり、未来のディストピア化したイギリスの専制的政府を転覆させようとする自警団員の奮闘に焦点を当てている。主人公はガイ・フォークス・マスクを着け、2005年に公開された映画のクライマックスでは、何千人という抗議活動の参加者が同じ身なりになってウェストミンスター宮殿へ行進してゆく。
ストーリーを考えるにあたり、イラストレーターのデヴィッド・ロイドは次のように手書きのメモを書いている。「なぜ我々はガイ・フォークスを生身の姿でなく、紙粘土の仮面、ケープ、円錐形の帽子の姿にするのだろうか。その姿はとても奇妙で、彼はずっとそれに値するのだというイメージをガイ・フォークスに植え付けるものだろう。我々は11月5日の度にあいつを燃やすのでなく、議事堂を吹き飛ばそうとした彼の試みを賞賛すべきだ！」 原作者のアラン・ムーアはロイドのアイデアによって、「頭の中の様々な断片の全てが突然に氷解し、ガイ・フォークス・マスクという一つのイメージの背後で一体になった」と述べ、「ガイ・フォークス・マスクがイギリスの図像学史からはどうも排除されているらしいという、まさにその点において、我々はこの仮面を取り上げるべきだったというのは実に興味深い」とも記している。

## 抗議運動への登場

### 背景
2005年に映画『Vフォー・ヴェンデッタ』が公開されて以降、口髭と尖ったあごひげで様式化されたガイ・フォークス・マスクは、政治家、銀行、金融機関に抗議する集団によって世界的に使われるようになった。この仮面は身元を隠して個人の顔を守ると共に、自分たちが同じ主張にコミットしていることの表明になっている。
ガイ・フォークス・マスクを着けたキャラクターはインターネット・ミームとして成長し、4chan のような画像掲示板や YouTube のような動画共有サイトでよく見られるようになっている。元々このキャラクターは、何をやらせても失敗ばかりする棒人間で、「英雄的ヘマ男」(Epic Fail Guy, EFG) として知られるようになった。理由は誰にもよく分からないが、このキャラクターは「Vフォー・ヴェンデッタ」のガイ・フォークス・マスクを着けて描かれることが多くなった。（ガイ・フォークスが火薬陰謀事件をしくじったという事実に則ったものと思われる。）
2006年4月17日にニューヨークのワーナー・ブラザースとDCコミックスのオフィスの外で、敵対する2つのグループがそれぞれガイ・フォークス・マスクを着けて対峙した。フリーガンのアダム・ヴァイスマーンに率いられた一方のグループは、映画「Vフォー・ヴェンデッタ」での無政府主義運動の解釈に誤りがあると抗議した。自由至上主義のトッド・シーヴィーに率いられたもう一方のグループは無政府主義者に対して抗議し、彼らが着用した仮面はタイム・ワーナーの職員から提供されたらしい。

### アノニマス

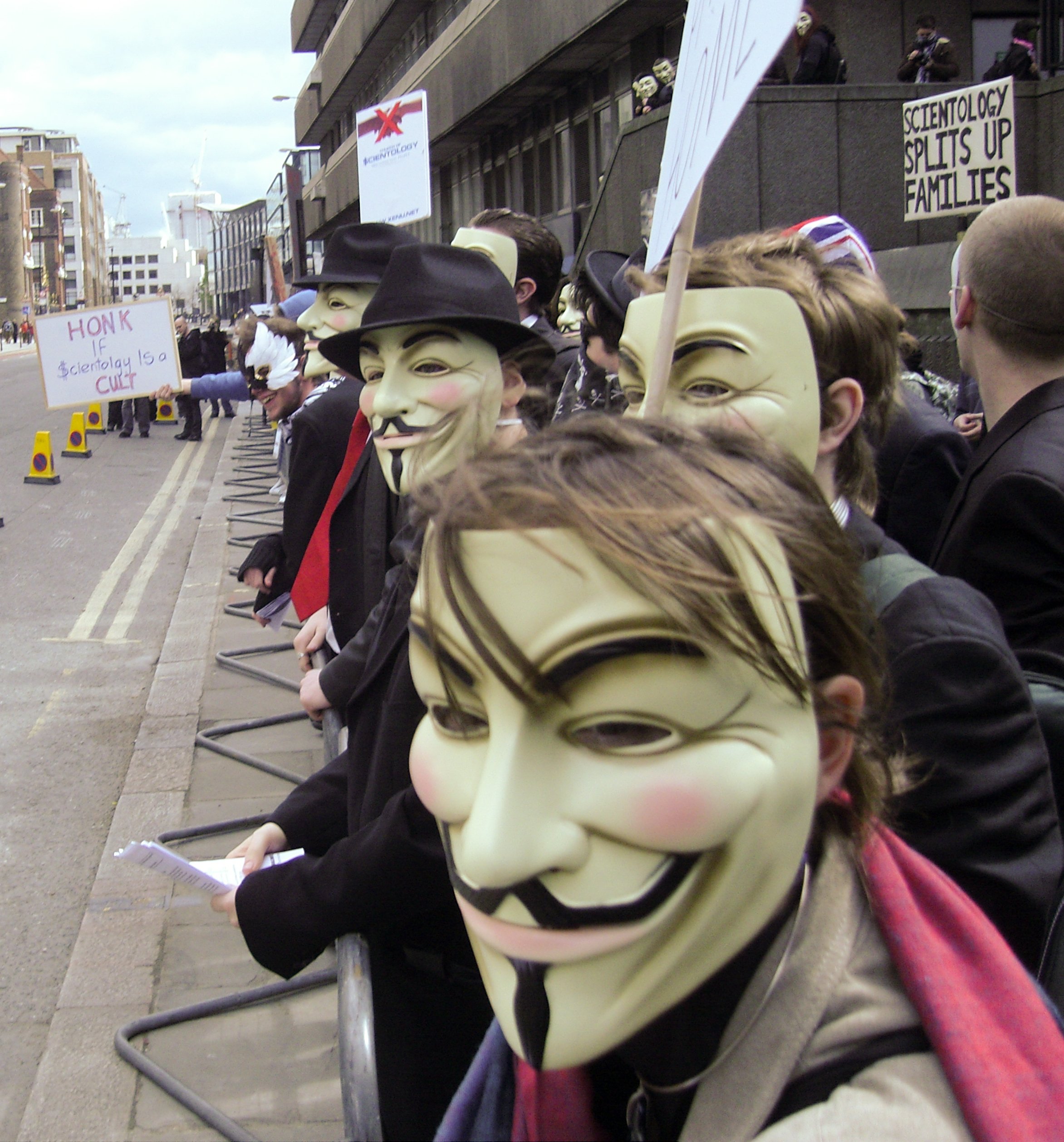
サイエントロジーに抗議する、ガイ・フォークス・マスクを着けたアノニマスのメンバー（2008年、ロンドン）

ガイ・フォークス・マスクは2008年に、ハッカー集団アノニマスの反サイエントロジー・キャンペーン「プロジェクト・チャノロジー」で使われるようになった。トム・クルーズがサイエントロジーを論じる、教会内のみでの使用を想定して作られたビデオを、サイエントロジー教会が YouTube に削除させたことについて、アノニマスは教会に抗議した。アノニマスは、訴訟をちらつかせるサイエントロジー教会のやり方に対して、何か月にもわたって抗議した。教会のメンバーは反サイエントロジー運動者の写真を撮ることがよくあったため、抗議運動の参加者は顔を隠すよう勧められた。ガイ・フォークス・マスクは顔を隠す手段として広く使われた。
抗議運動が続くにつれ、さらに多くの参加者がガイ・フォークス・マスクの使用を選び始め、最終的にそれはアノニマスで象徴的なステータスを得た。ネブラスカ・オマハ大学のスコット・スチュアトはその著書『ザ・ゲートウェイ』で「多くの参加者が面白半分にガイ・フォークス・マスクを着けて、アノニマスとしてのアイデンティティについて、またサイエントロジー教会の訴訟の濫用と反サイエントロジー的見地を封殺させる威圧的言動について、世間の関心を呼び起こした」と記している。インターネットを基盤とするアノニマスは、その後このキャラクターを、権威に対するより広範な抗議活動にも取り入れた。

### 抗議運動での広範な利用
2009年5月23日、イギリス議会の不正支出に抗議する、ガイ・フォークス・マスクを着けた抗議活動の参加者は、国会議事堂の外で偽の火薬の樽を爆発させた。
2011年には、ウィスコンシンでの抗議活動、その後の「ウォール街を占拠せよ」運動および他の「オキュパイ」（占拠せよ）運動において、ガイ・フォークス・マスクは民衆の反抗運動のシンボルとして各国で使われた。2011年10月、社会運動家のジュリアン・アサンジは「ロンドン証券取引所を占拠せよ」運動にガイ・フォークス・マスクを着けて参加したが、警官から促されて仮面を外した。

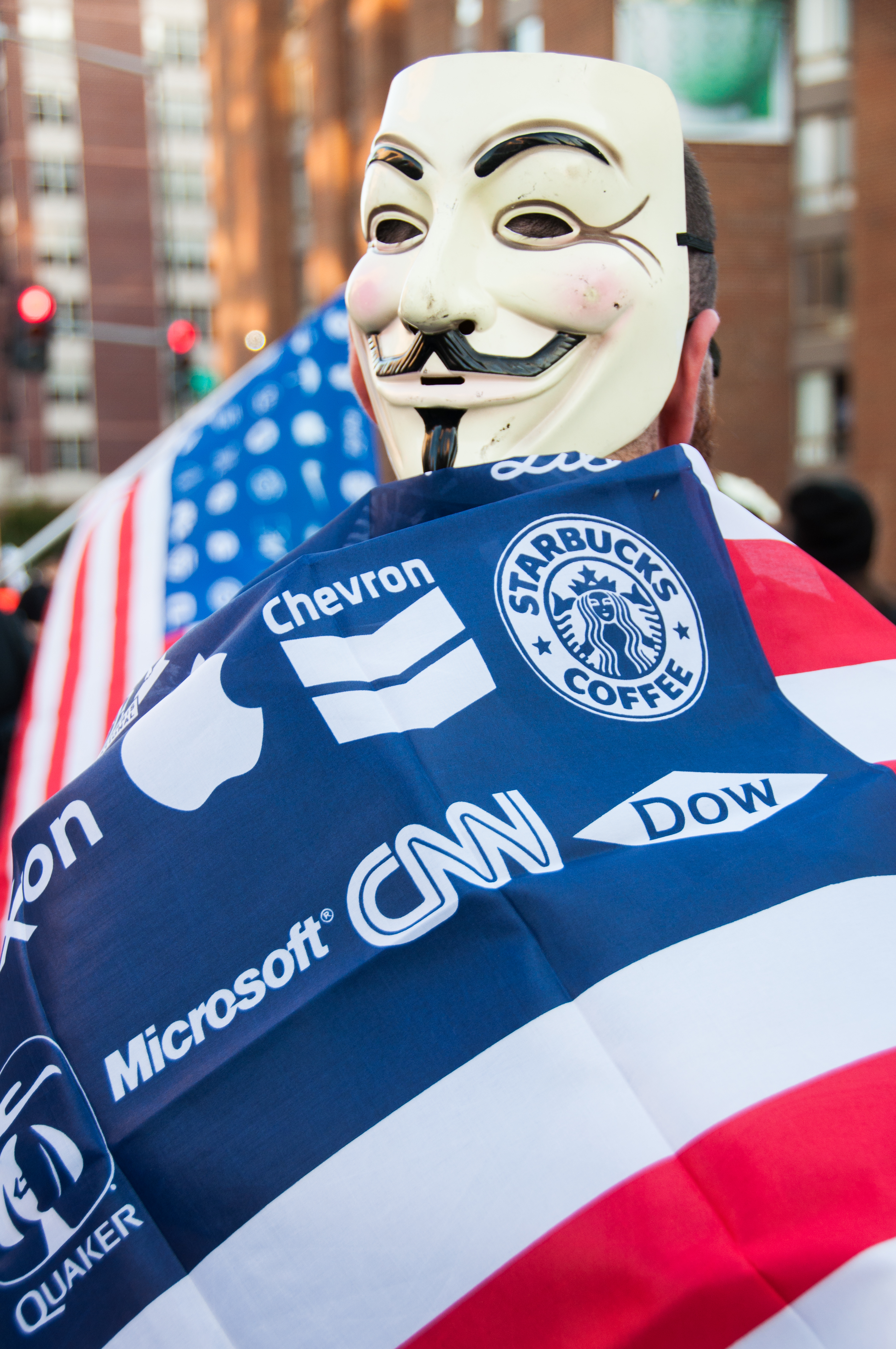
2015年のミリオン・マスク・マーチにて、ガイ・フォークス・マスクを着けた抗議活動の参加者（ワシントンD.C.にて）

2012年1月、ポーランドの ACTA 調印に対する抗議運動でガイ・フォークス・マスクが使われた。
2012年6月10日、インド・ムンバイにて、アノニマスのメンバー100名と大学生たちが運動場のアザッド・マイダンに集まり、全身黒づくめでガイ・フォークス・マスクを着け、インド政府によるインターネットの検閲に抗議した。
アラブの春に触発された2011年のバーレーンの抗議運動で使われたガイ・フォークス・マスクは、同国で2013年2月に禁止されたが、その2・3か月前には同じペルシャ湾国家のアラブ首長国連邦でも同様の措置がとられている。バーレーンの商工省は、「革命マスク」の輸入禁止は、「公共の安全」に関わる理由によるものだとした。『ボイス・オブ・アメリカ』が「異常なもの」と表現したこの決定は、その2年前から続いていた暴動を鎮めるための、政府の試みの一つだった。しかしイギリスの人権活動家と『インデペンデント』紙のサミュエル・マストンは、禁止の効果を疑問視した。『マナマ・ボイス』が報じたところでは、禁止措置の後、抗議活動でガイ・フォークス・マスクを着ける人は却って増えたという。
ガイ・フォークス・マスクは、2012年のタイ王国での反政府運動、2013年のトルコでの反政府運動、同年のブラジルでの抗議運動、同年のエジプトでの反政府運動でも使われた。
2013年5月、サウジアラビア政府はガイ・フォークス・マスクの輸入を禁止し、販売されているものは全て没収すると発表した。イスラム省は、この仮面は「反乱と復讐のシンボル」だと述べ、導師や父兄に対し「それらは安全を脅かし混乱を助長するよう若者を扇動する」と警告した。サウジアラビアの83回目のナショナル・デーの前日にあたる2013年9月22日、宗教警察はガイ・フォークス・マスクの着用を禁止した。
カナダでは、C-309法案が可決・施行されて以降、抗議活動や違法な集会における仮面（ガイ・フォークス・マスクに限らず）の着用が禁じられており、現在では最長で10年の服役を課される。
2014年のベネズエラでの抗議活動では様々な種類の仮面が用いられ、ガイ・フォークス・マスクもその一つであり、ベネズエラの国旗の色に塗られたりした。
2019年香港民主化デモ(香港デモ)で、デモ参加者が当局による追跡を防ぐため等にデモ中に着用した。

### ムーアとロイドの見解

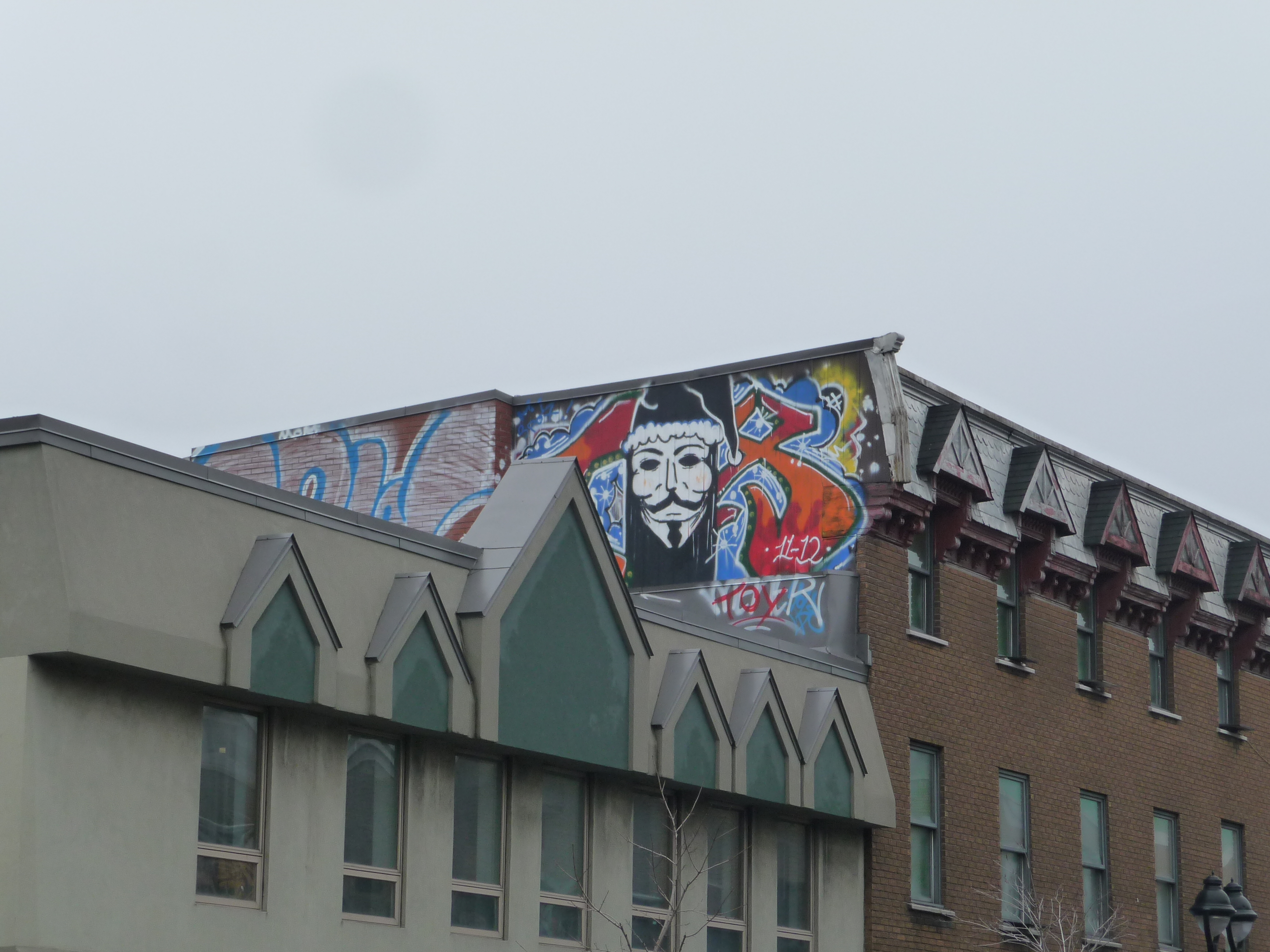
モントリオールのビルのファサードに描かれたガイ・フォークス・マスクの落書き

無政府主義者で『Vフォー・ヴェンデッタ』のストーリーを書いたアラン・ムーアはこの仮面の使用に肯定的で、2008年の『エンターテインメント・ウィークリー』のインタビューでは「別の日にニュースを見ていたら、サイエントロジー本部の周囲をデモ行進する人々が映っていて、突然画面が切り替わるとデモ参加者の全てが『Vフォー・ヴェンデッタ』のガイ・フォークス・マスクを着けており、これには大いに励まされた。私には嬉しく、温かく小さな熱情が灯った」と述べている。ムーアはそうした目的のために V というキャラクターを作ったのではないが、『ガーディアン』紙に対して「Vフォー・ヴェンデッタを書いている時、心の奥底では『こうしたアイデアが実際に影響力を持つとしたら凄いことではないか？』と考えていた。つまらない空想物語が現実世界に侵入するのを見始めるのは … 奇妙なことだ。私が30年前に創作したキャラクターが、架空の世界からどういうわけか抜け出してきたような気がする」と述べている。
『Vフォー・ヴェンデッタ』の作画者・共著者のデヴィッド・ロイドは次のように述べている。

### 販売、および権利の帰属
『タイム』誌が2011年に報じたところによると、抗議活動の参加者がこの仮面を採用したことにより、ガイ・フォークス・マスクは Amazon.com では最も売れている仮面となり、販売数は年に10万個にのぼる。世界最大のメディア企業の一つであるタイム・ワーナーは仮面の図像の権利を持ち、オフィシャル・マスクの売上についてロイヤルティーを受け取っている。